# Loch Sgamhain
Loch Sgamhain är en sjö i Storbritannien.   Den ligger i kommunen Highland och riksdelen Skottland, i den norra delen av landet, 700 km nordväst om huvudstaden London. Loch Sgamhain ligger 346 meter över havet.Trakten runt Loch Sgamhain består i huvudsak av gräsmarker.